# John Adam (funzionario)
John Adam (4 maggio 1779 – Al largo delle coste del Madagascar, 4 giugno 1825) è stato un diplomatico e politico britannico.
Fu governatore generale provvisorio dell'India dal 9 gennaio al 1º agosto del 1823.

## Biografia

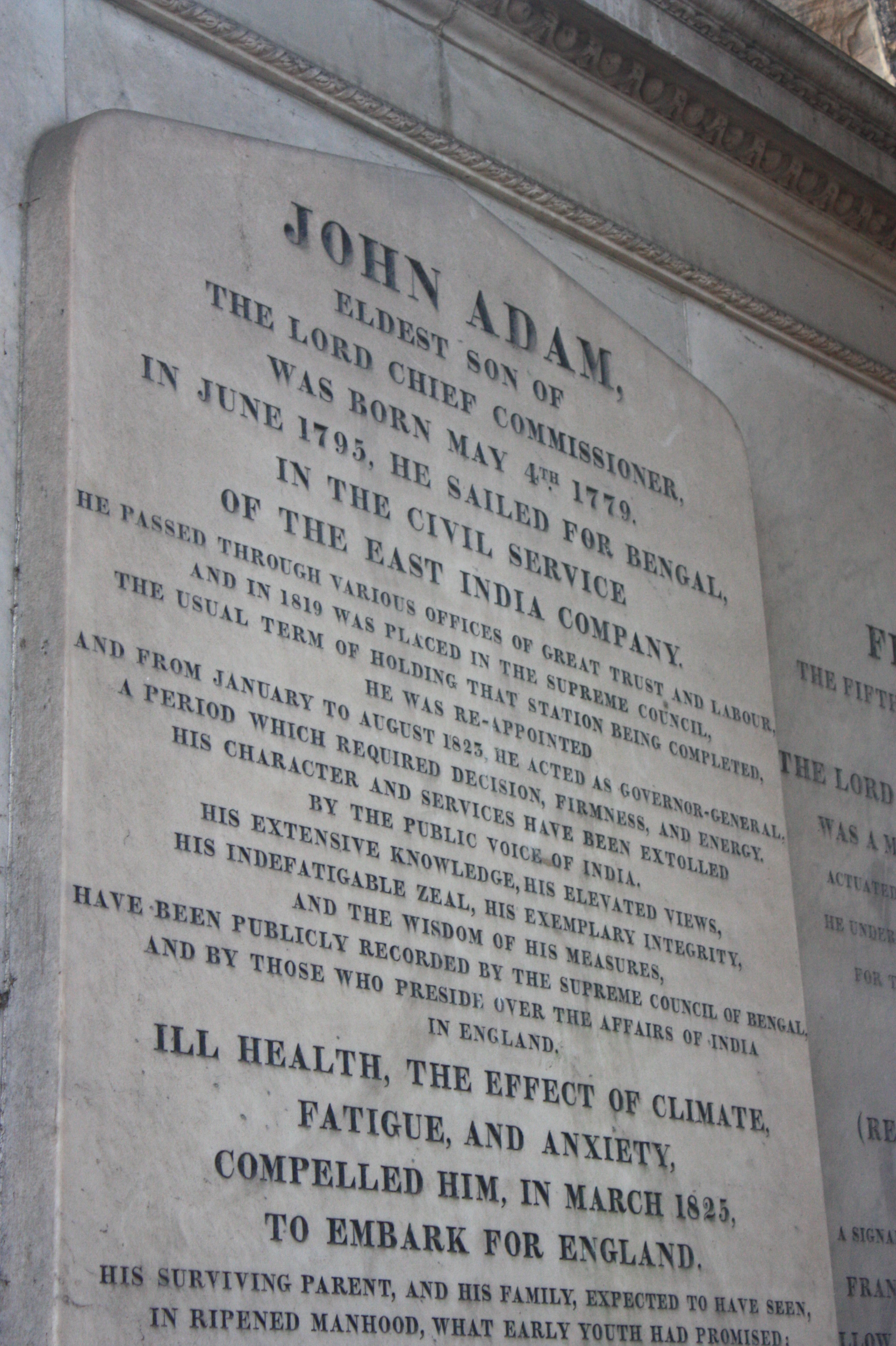
Memoriale a John Adam nel mausoleo della famiglia Adam nella chiesa di Greyfriars

Figlio primogenito di William Adam di Blair Adam, nacque il 4 maggio 1779 e venne educato alla Charterhouse School. Nel 1794 venne inviato come amministratore coloniale nel Bengala e, dopo un anno all'Università di Edimburgo, sbarcò a Calcutta nel febbraio del 1796 per porsi al servizio della Compagnia britannica delle Indie orientali.
Gran parte della sua carriera, Adam la trascorse nel segretariato. Fu segretario privato e politico del Francis Rawdon-Hastings, I marchese di Hastings, che accompagnò sul campo durante la terza guerra anglo-maratha. Nel 1817 venne nominato membro del consiglio del governatorato. Nel 1819 venne ammesso nel Supremo Consiglio d'India.
Come membro anziano del consiglio, Adam venne nominato governatore generale provvisorio dell'India dopo la morte di lord Hastings nel gennaio del 1823 e sino all'arrivo del successore di questi, lord Amherst nell'agosto di quello stesso anno. Indisse la soppressione della libertà di stampa in India. James Silk Buckingham, che aveva fondato il Calcutta Journal, venne colpito in particolare da questo provvedimento per aver osato esprimere dei giudizi poco lusinghieri nei confronti del governo inglese. Adam cancellò la licenza di Buckingham ed emise dei regolamenti precisi per le altre testate giornalistiche. Buckingham, che venne privato anche della cittadinanza, si appellò in giudizio alla Camera dei Comuni ed al Consiglio Privato del re, ma l'azione di Adam venne sostenuta dallo stesso governo. Un altro atto impopolare fu il ritiro del sostegno del governatorato di Adma alla banca Palmer che aveva acquisito a sua detta un'eccessiva influenza sul nizam di Hyderabad.
Adam, ad ogni modo, investì del denaro per promuovere l'istruzione pubblica in India. La sua salute peggiorò nel marzo del 1825 e, dopo un viaggio a Bombay e una visita ad Almorah, ai piedi dell'Himalaya, si imbarcò a bordo di una nave per fare ritorno dai suoi parenti in Gran Bretagna. Morì al largo delle coste del Madagascar il 4 giugno 1825. Venne sepolto in mare ma nella tomba di famiglia presso la Greyfriars Kirkyard, ad Edimburgo, si trova una lapide commemorativa. Un epitaffio in onore di Adam è stato eretto anche nella cattedrale di Calcutta nel 1827.